# 胡戈·克拉斯
胡戈·戈特弗里德·克拉斯（Hugo Gottfried Kraas，1911年1月25日—1980年2月20日）是一位纳粹德国党卫队军官，曾服役于親衛隊第1師，亦曾担任親衛隊第12師末任师长。克拉斯曾获颁騎士鐵十字勳章。战后，他因在1943年下令屠杀意大利犹太人而遭到意大利和西德当局调查。